# Pezoloma
Pezoloma es un género de hongos en la familia Leotiaceae.